# Волковиський повіт (Російська імперія)
Волковиський повіт (рос. Волковысский уезд, біл. Ваўкавыскі павет) — історична адміністративно-територіальна одиниця Гродненської губернії Російської імперії з центром у місті Волковиськ.
Повіт було створено 1795 року у складі Слонімського намісництва у ході третього поділу Речі Посполитої, 1797 року віднесено до Литовської губернії, а з 28 серпня 1802 року — до Гродненської губернії (містився у її північній частині).
У 1921 році територія повіту опинилась у Білостоцькому воєводстві Другої Річи Посполитої з майже повною зміною внутрішнього адміністративно-територіального устрою.
Центр — місто Волковиськ. Мав у підпорядкуванні 22 волості. Займав близько 3,8 тисяч км².

## Волості
На 1913 рік до повіту входило 22 волості:
- Бискуницька
- Боярська;
- Верейковська;
- Добровольська;
- Зельвянська;
- Зельзинська;
- Ізаберинська;
- Лисковська;
- Межиріцька;
- Мстибовська;
- Пенюговська;
- Песковська;
- Подорська;
- Порозовська;
- Роська;
- Самаровицька;
- Свислоцька;
- Тарнопольська;
- Толочманська;
- Шиловицька;
- Шимковська;
- Юшковська.

За даними перепису населення 1897 року в повіті жило 148,7 тис. осіб. Білоруси — 82,4 %; Євреї — 12,4 %; Росіяни — 2,3 %; поляки — 2,1 %. У повітовому центрі проживало 10 323 осіб.